# Le retour du héros
Le retour du héros (bra: O Retorno do Herói) é um filme de 2018 dirigido por Laurent Tirard. No Brasil, foi lançado nos cinemas pela Mares Filmes e a A2 Filmes nos cinemas em 20 de setembro de 2018. Antes do lançamento, foi apresentado no Festival Varilux de Cinema Francês.

## Elenco
- Jean Dujardin : Capitão Charles-Grégoire Neuville
- Mélanie Laurent : Elisabeth Beaugrand
- Noémie Merlant : Pauline
- Christophe Montenez : Nicolas
- Evelyne Buyle : Madame Beaugrand
- Christian Bujeau : Sr. Beaugrand
- Féodor Atkine : General Mortier-Duplessis
- Fabienne Galula : Eugénie
- Laurent Bateau : Sr. Dunoyer
- Jean-Michel Lahmi : Sr. Loiseau
- Aurélie Boquien : Madame Dunoyer

## Recepção
Na França, o filme tem uma nota média de 3.4/5 no AlloCiné calculada a partir de 24 resenhas da imprensa. A redação do Le Figaro avaliou com nota 4/5 dizendo que "o ar vantajoso, sobrancelhas arqueadas, peito saliente, Jean Dujardin encontra sob os extravagantes trajes do Império o personagem do belo cretino da OSS 117. Nunca nos cansamos disso. Há uma covardia irresistível no duelo de pistolas."